# أندرس أندرسون (لاعب هوكي الجليد)
أندرس أندرسون (بالسويدية: Anders "Acka" Andersson)‏ (و. 1937 – 1989 م) هو لاعب هوكي الجليد سويدي، شارك في الألعاب الأولمبية الشتوية 1964، مركز لعبه هو مهاجم ‏، توفي عن عمر يناهز 52 عاماً.

## روابط خارجية
- أندرس أندرسون على موقع EliteProspects.com (الإنجليزية)
- أندرس أندرسون على موقع Eurohockey.com (الإنجليزية)
- أندرس أندرسون على موقع أوليمبيديا (الإنجليزية)
- أندرس أندرسون على موقع اللجنة الأولمبية السويدية (السويدية)